# Vesa Hietalahti
Vesa Tapio Hietalahti (Kauhajoki, 27 settembre 1969) è un allenatore di biathlon ed ex biatleta finlandese.

## Biografia

### Carriera sciistica
In Coppa del Mondo ottenne il primo risultato di rilievo il 15 gennaio 1993 a Oberhof/Val Ridanna (48°), il primo podio l'11 dicembre successivo a Bad Gastein (2°) e la prima vittoria il 16 marzo 1995 a Lillehammer.
In carriera prese parte a quattro edizioni dei Giochi olimpici invernali, Albertville 1992 (17° nella sprint, 6° nell'individuale, 8° nella staffetta), Lillehammer 1994 (52° nella sprint, 68° nell'individuale, 5° nella staffetta), Nagano 1998 (non conclude l'individuale) e Salt Lake City 2002 (25° nella sprint, 22° nell'inseguimento, 19° nell'individuale, 12° nella staffetta), e a dodici dei Campionati mondiali, vincendo una medaglia.

### Carriera da allenatore
Dopo il ritiro è divenuto allenatore di biathlon nei quadri della nazionale finlandese.

## Palmarès

### Mondiali
- 1 medaglia:
  - 1 argento (individuale[2] a Chanty-Mansijsk 2003)

### Coppa del Mondo
- Miglior piazzamento in classifica generale: 9º nel 2002
- 12 podi (11 individuali, 1 a squadre[1]), oltre a quello ottenuto in sede iridata e valido anche ai fini della Coppa del Mondo:
  - 3 vittorie (individuali)
  - 5 secondi posti (individuali)
  - 4 terzi posti (3 individuali, 1 a squadre)

#### Coppa del Mondo - vittorie
| Data             | Località    | Nazione    | Spec. |
| ---------------- | ----------- | ---------- | ----- |
| 16 marzo 1995    | Lillehammer | Norvegia   | IN    |
| 7 dicembre 1995  | Östersund   | Svezia     | IN    |
| 22 dicembre 2001 | Osrblie     | Slovacchia | MS    |

Legenda:

IN = individuale

MS = partenza in linea